# Hemilea theodori
Hemilea theodori es una especie de insecto del género Hemilea de la familia Tephritidae del orden Diptera.

## Historia
Boris Borisovitsch Rohdendorf la describió científicamente por primera vez en el año 1955.